# 竹枝词
竹枝词是漢詩的一種，最初是民歌形式，後來其体裁也被文人借鉴到自己的作品中。其中最有名的句子是唐刘禹锡所作的诗《竹枝词》末句：「东边日出西边雨，道是无晴却有晴」。又流傳至日本、朝鮮半島、琉球等地。
台灣竹枝詞另有新變，有新的發展，例如，梁啟超有二首〈台灣竹枝詞〉四句都押韻，而且不別四聲，這種押韻在民歌之中十分普遍，但在七言絕句及竹枝詞均十分罕見；台灣嘉義賴尚益的《悶紅墨屑》創作了竹枝詞1000首，是創作竹枝詞數量最多的個人別集。